# Cicer fedtschenkoi
Cicer fedtschenkoi är en ärtväxtart som beskrevs av Igor Alexandrovich Linczevski. Cicer fedtschenkoi ingår i släktet kikärter, och familjen ärtväxter. Inga underarter finns listade i Catalogue of Life.